# Air Tahiti
Ne doit pas être confondu avec Air Tahiti Nui.
Pour les articles homonymes, voir Air (homonymie).
Air Tahiti (code AITA : VT ; code OACI : VTA) est une compagnie aérienne régulière française qui exerce ses activités en Polynésie française. Société privée, elle assure toutefois une mission de service public. Plateforme de correspondance : aéroport de Tahiti Faa'a.

## L’entreprise Air Tahiti

### Ses activités en Polynésie française
La vocation première d’Air Tahiti est le transport aérien régulier entre les îles de Polynésie française. Toutefois, la compagnie assure d’autres activités en rapport avec le domaine de l’aérien.

#### Transports aérien domestique régulier
Air Tahiti dessert 48 îles de Polynésie française depuis Tahiti, reliant ainsi plus de 90 % de la population de Polynésie française.
La compagnie assure les échanges de nature administrative, scolaire et médicale entre Tahiti et les îles, contribuant ainsi à l'aménagement du Territoire. Air Tahiti étant la seule compagnie assurant la desserte du réseau aérien domestique, elle assure de fait les missions de service public sans délégation officielle et ne perçoit aucun soutien financier du pays pour exploiter les lignes déficitaires.

#### Vols à la demande
Pour satisfaire des demandes ponctuelles et spécifiques, Air Tahiti propose également l’affrètement de ses appareils pour le transport de personnes ou de marchandises. Pour ces dernières, certains ATR peuvent être reconfigurés en version cargo. La cabine est alors démontée, les sièges enlevés pour permettre l’emport des colis.
Ainsi Air Tahiti est-elle régulièrement affrétée pour le transport d'huîtres perlières entre différents atolls polynésiens ou de produits agricoles (fleurs, pommes de terre, litchis…).

#### Maintenance des ATR 72 et 42
La maintenance des aéronefs d'Air Tahiti est effectuée au Centre Technique de la compagnie. Le programme d'entretien est basé sur un cycle de base de 400 heures de vol pour les ATR.
Sa compétence est reconnue par le constructeur et les compagnies de la région. Air Tahiti assure en effet ponctuellement d'importantes opérations de maintenance sur les ATR d'autres compagnies du Pacifique.

#### Assistance aéroportuaire pour l’escale internationale
Air Tahiti assure l’assistance des compagnies aériennes internationales qui desservent l’aéroport de Tahiti-Faa’a, en réalisant notamment pour leur compte : l'enregistrement et l’embarquement des passagers et de leurs bagages, la mise à bord des gros porteurs du catering, le nettoyage des cabines, la manutention et la gestion du fret international.

### Le capital d’Air Tahiti
Le capital social d'Air Tahiti est de 2 760 000 000 francs XPF.

### Les filiales et participations
- Air Archipels : 100 % du capital
- Immobilière d’Air Tahiti : 100 % du capital
- Bora-Bora Navettes : 97 % du capital
- Air Tahiti Nui : 3,43 % du capital
- Kia Ora Village : 4,3 % du capital

### Chiffres d'affaires et données financières
|                                | 2014                |
| Chiffre d’affaires – Passagers | 11 254 000 000 FCFP |
| Passagers Résidents            | 480 000             |
| Passagers Internationaux       | 231 000             |
| Employés                       | 1 266               |

## Le réseau
Air Tahiti couvre un réseau de 48 îles en Polynésie française, sur une surface vaste comme l’Europe (5 500 000 kilomètres carrés).
La plus proche de Tahiti, Moorea, se trouve à 17,9 km de Tahiti et est reliée en 7 minutes de vol.
La plus éloignée de Tahiti, Mangareva dans l’archipel des Gambier, est distante de 1 600 km de Tahiti et est reliée en environ 3h30 de vol (vol direct).
Notons aussi la liaison entre Ahe et Manihi, avec 20 km à vol d'oiseau.

### La carte du réseau
Détail du réseau sur le site Air Tahiti

### Voler en Polynésie française
Le réseau Polynésien est pour le moins atypique.
Les 48 pistes du réseau ont des caractéristiques différentes qui influent sur le choix des appareils les desservant et sur les charges marchandes offertes (nombre de sièges limité à la vente) pour la destination.
D'autres aspects entrent également en ligne de compte : longueur et largeur de piste, obstacles, dispositifs de sécurité, dispositifs aéronautiques.
Pour les pistes non accessibles de nuit (seules 12 pistes sur 48 sont équipées de balisage), l'heure du coucher du soleil est un paramètre important dans la construction du programme de vol.
Air Tahiti s'appuie sur les moyens de sa filiale Air Archipels pour réaliser les liaisons des îles les plus isolées.
Depuis avril 2007, Air Tahiti réalise des vols internationaux en effectuant la ligne Tahiti - Rarotonga - Tahiti.
La particularité du réseau desservi par Air Tahiti lui a valu d'obtenir la certification ETOPS. Air Tahiti fut d'ailleurs la première compagnie à obtenir la certification ETOPS sur ATR 72.
Le survol de l'eau implique en effet de ne jamais s'éloigner de plus d'une certaine distance de certains aérodromes dits "de dégagement". Compte tenu de cette contrainte, le trajet de certains vols peut ne pas être linéaire, mais en ligne brisée. Air Tahiti a obtenu la certification ETOPS (Extended Twin Operations) sur plusieurs appareils, lui permettant de s'affranchir de cette contrainte. Cela a pour conséquence de raccourcir le temps de vol et d'augmenter les charges offertes, voire d'inclure une île à la liste des destinations autorisées par type d'appareil. Sans cette certification, l'ATR72 ne pourrait pas réaliser le vol Tahiti-Nuku Hiva.

### Les îles de Polynésie f. desservies (vols réguliers uniquement) par archipel

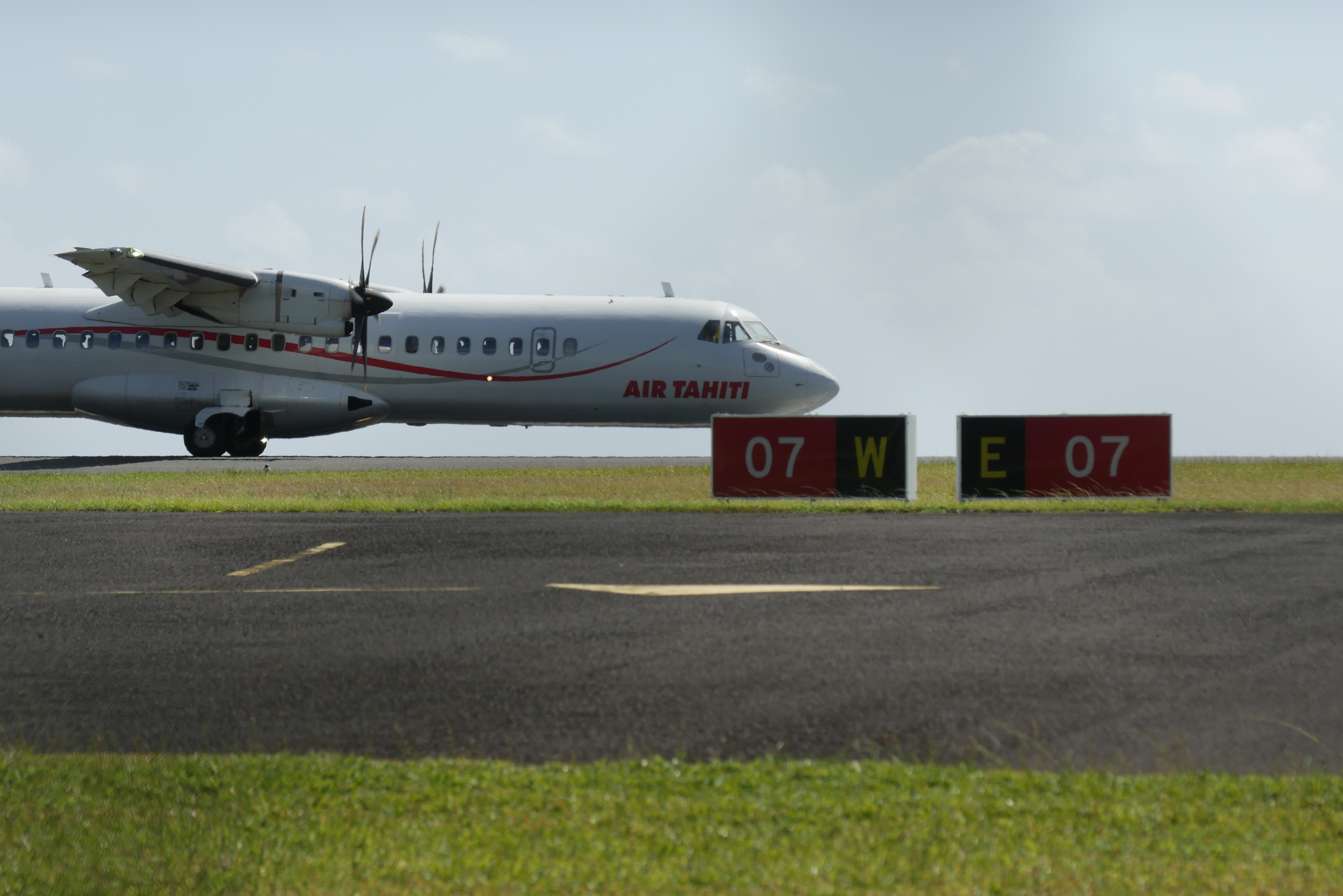
ATR 72 d'Air Tahiti à l'aéroport de Huahine

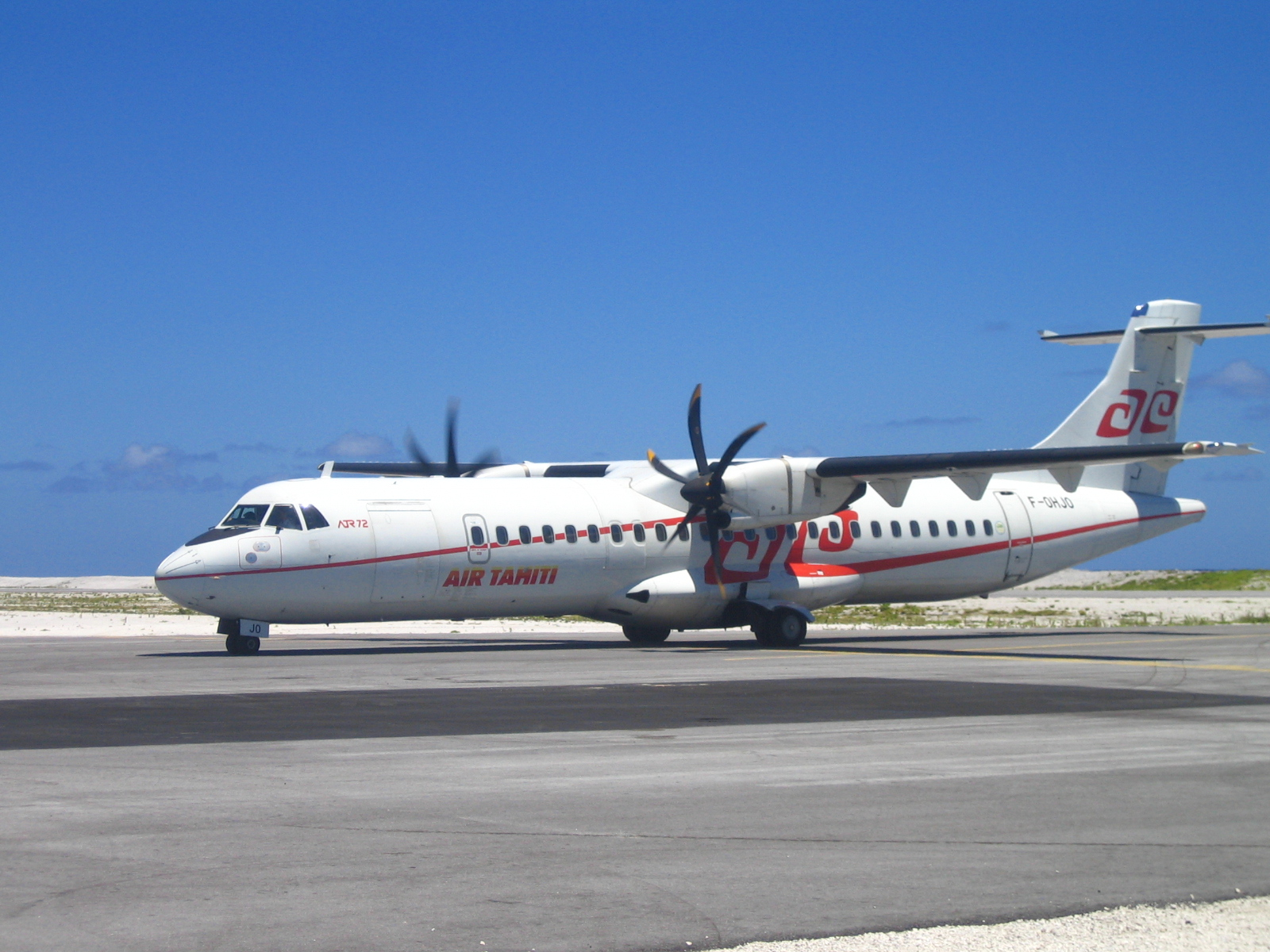
ATR 72 d'Air Tahiti arrivant à Totegegie, Îles Gambier.

#### Archipel de la Société
- Bora Bora
- Huahine
- Maupiti
- Moorea
- Raiatea
- Tahiti

#### Archipel des Tuamotu
- Groupe Rangiroa
  - Rangiroa
  - Mataiva
  - Tikehau
- Groupe Arutua
  - Apataki - en Twin Otter ou Beechcraft[2],[1]
  - Arutua
  - Kaukura
- Groupe Manihi
  - Ahe
  - Manihi
- Groupe Fakarava
  - Aratika Nord
  - Fakarava
  - Niau
  - Kauehi
- Groupe Takaroa /îles du Roi Georges
  - Takapoto
  - Takaroa
- Groupe Makemo / Îles Raevski
  - Katiu
  - Makemo
  - Raroia
  - Takume - en Twin Otter ou Beechcraft[1]
- Groupe Napuka
  - Napuka[Information douteuse]
- Groupe Puka Puka
  - Puka Puka
- Groupe Anaa
  - Anaa
  - Faaite
- Groupe Fangatau
  - Fakahina - en Twin Otter ou Beechcraft[1]
  - Fangatau
- Groupe Hikueru
  - Hikueru
  - Hao
- Groupe Tatakoto
  - Tatakoto
- Groupe Reao
  - Reao
  - Pukarua
- Groupe Nukutavake
  - Nukutavake
  - Vahitahi
- Groupe Tureia
  - Tureia
- Groupe Gambier
  - Mangareva-Totegegie

#### Archipel des Marquises
- Hiva Oa
- Nuku Hiva
- Ua Huka - en Twin Otter[1]
- Ua Pou - en Twin Otter[1]

#### Archipel des Australes
- Raivavae
- Rimatara
- Rurutu
- Tubuai-Mataura

### Vol international en ATR
- Rarotonga

## Flotte
Au mois de septembre 2024, Air Tahiti exploite 16 appareils:

### Politique de flotte

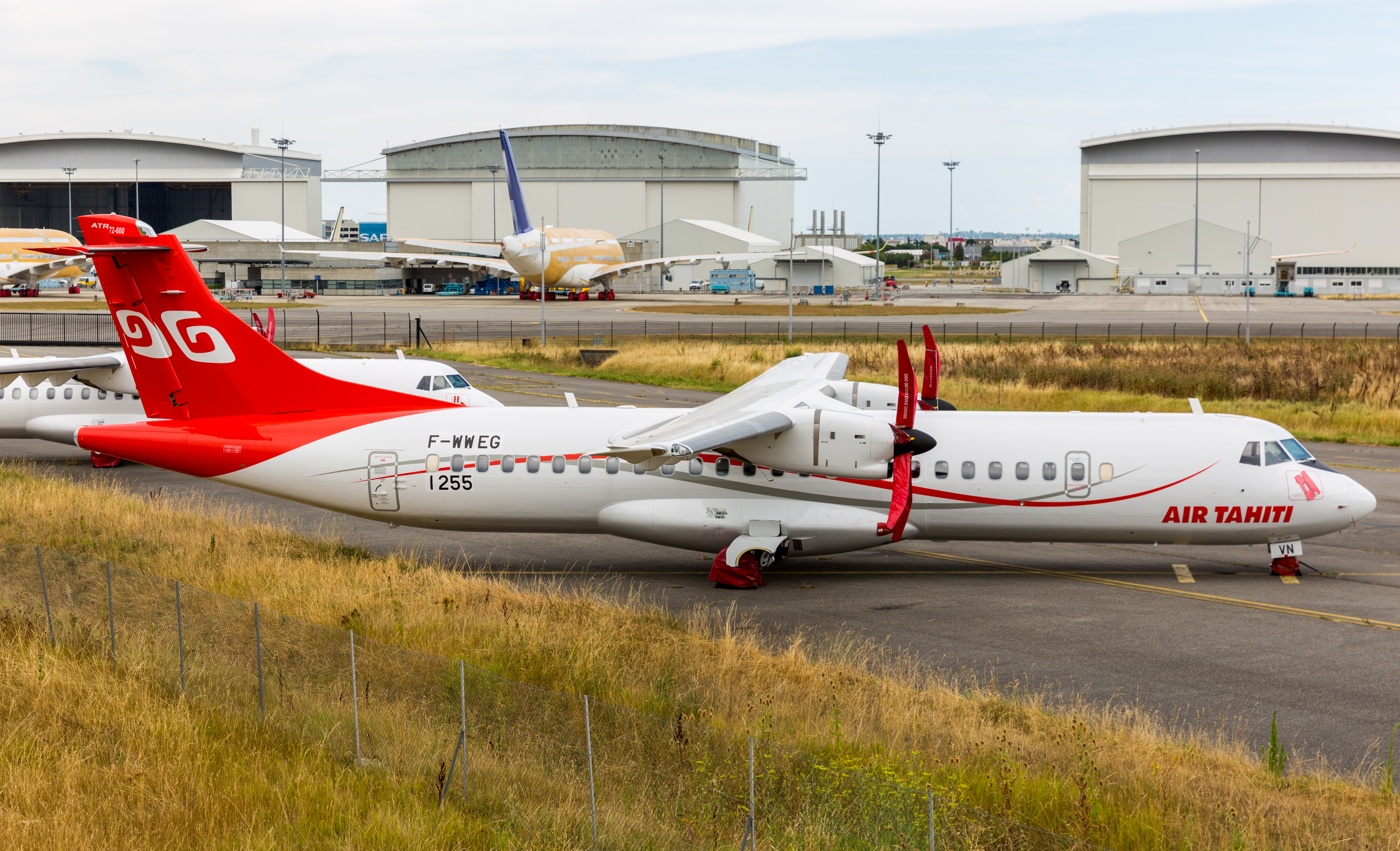
Un ATR 72-600 peu avant sa livraison à Air Tahiti

En raison des particularités de son réseau, Air Tahiti a choisi l'ATR, appareil le mieux adapté aux besoins de la compagnie. Capables de desservir des pistes inférieures à 1 200 m, l'ATR42 et l'ATR72 offrent une qualité de service semblable à celle du jet et ce, avec une consommation en carburant bien inférieure à celle d'appareils de même catégorie (comparaison sur la base d'une vitesse de croisière de 300 nœuds (550 km/h)).
Air Tahiti procède régulièrement au renouvellement de ses ATR, afin de maintenir une flotte répondant aux plus récents standards de confort et de performance. Elle s'est dernièrement dotée des nouvelles versions de ces appareils, les ATR 72-600 et ATR 42-600 bénéficiant d'une nouvelle motorisation, d'une cabine repensée et d'un nouveau cockpit.
Air Tahiti exploite également un Twin Otter DHC-6-300 appartenant au gouvernement territorial pour les liaisons entre les îles marquises de Nuku Hiva, Hiva Oa, Ua Pou et Ua Huka (ces deux dernières ne pouvant accueillir les ATR) ; ainsi qu'un Beechcraft 200 King Air d'Air Archipels desservant l'archipel des Tuamotu non desservies régulièrement par les ATR.

## Historique de la compagnie

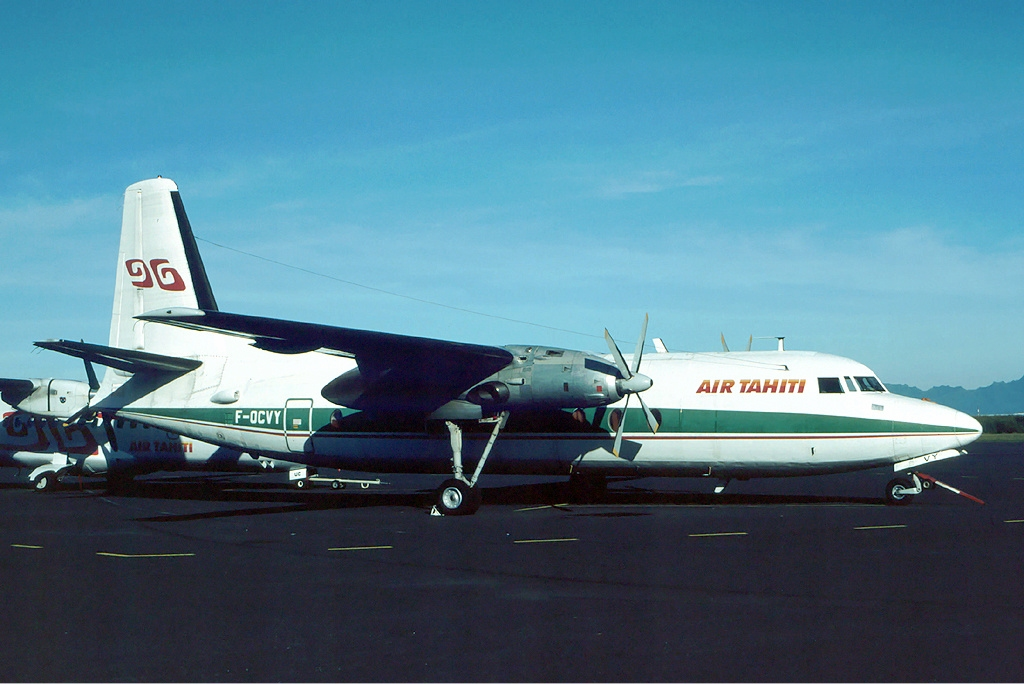
Un avion Fairchild F-27A faisant partie de la flotte d'Air Tahiti en 1988.

L’histoire d’Air Tahiti est étroitement liée à l’histoire de l’aviation en Polynésie.

### Les débuts en hydravion
Distante des continents, la Polynésie fut longtemps tenue à l’écart des routes aériennes. Ce n’est qu’avec la 2e Guerre Mondiale que l’aviation prit réellement son essor, avec la construction de la première piste d’atterrissage, en 1943, à Bora Bora, par l’armée américaine. Au lendemain de l’attaque de Pearl Harbor, les Américains entendaient ainsi protéger et ravitailler les liaisons entre les côtes américaines et le sud-ouest pacifique.
La desserte aérienne commerciale régulière entre les îles naît en 1950, à l’initiative d’une poignée d’entrepreneurs qui créent l’entreprise « Air Tahiti ». Les échanges se font alors en hydravion de 7 places, un Grumman J-4F Widgeon. De faible capacité, la nécessité d’un second appareil se fait donc rapidement sentir.
En 1951, le Ministère de la France pour l’Outre-Mer achète, pour le compte du Territoire, un Grumman Mallard. Petit à petit, Air Tahiti étend ses ailes vers l’ensemble des îles de Polynésie. Le premier amerrissage aux Gambier a lieu le 25 juin 1953. En octobre 1953, la première liaison avec les Marquises et un amerrissage à Taiohae/Nuku Hiva sont effectués.
En juillet 1953, la compagnie Transports Aériens Intercontinentaux (TAI), exploitante commerciale de la Régie Aérienne Interinsulaire (RAI), fait valoir ses droits sur l’attribution mutuelle des transports locaux, en vertu d’accords passés avec Air France. Le Territoire retire à Air Tahiti sa licence d’exploitation du Mallard, au profit des TAI. L’enseigne Air Tahiti disparaît alors. La Régie Aérienne Interinsulaire (RAI) mène ses opérations pour le compte du ministère des travaux publics et des transports. Elle fait l’acquisition de deux hydravions Catalina pour étoffer les liaisons entre les îles de la Polynésie française. Ces appareils à la livrée orange reçoivent une immatriculation F-OA__ réservée aux appareils exploités outre-mer.
Progressivement, le réseau continue de s’étendre. En 1955, les Australes s’ouvrent à la desserte en avion amphibie avec l’ouverture des plans d’eau de Tubuai et Raivavae. En 1958, la « Régie » devient « Réseau » Aérien Interinsulaire.

### Le développement des pistes
Même si les hydravions semblent adaptés au contexte insulaire, il est en fait difficile de trouver de larges plans d’eau, sans obstacles et protégés de la houle. Il devient donc rapidement nécessaire de développer des pistes et aérodromes.
Avec l’ouverture de l’aéroport international Tahiti Faa'a en 1960, Tahiti peut désormais accueillir les vols commerciaux internationaux. Parallèlement, sur l’ensemble du territoire, un vaste programme de construction de pistes est lancé par l’État français. Quatre pistes sont ainsi construites pendant les années 1960, et 27 dans la décennie suivante.

### Air Polynésie
En 1970, la RAI devient « Air Polynésie », filiale de l’UTA. Surnommée « Air Po » par les Polynésiens, la compagnie affirme davantage son identité polynésienne et met en place des dessertes régulières sur l’ensemble de la Polynésie française et notamment vers les archipels les plus éloignés de Tahiti.

### Air Tahiti
En 1986, l’ancienne compagnie UTA, (rachetée par Air France en 1990) revend les parts d’Air Polynésie à des investisseurs locaux. Cette cession donne naissance en 1987, à « Air Tahiti », dans sa version actuelle. La nouvelle compagnie veut se moderniser et acquiert en 1987 son premier ATR 42, marquant ainsi le début d’une longue collaboration avec le constructeur aéronautique ATR.

## Accidents
La compagnie Air Tahiti a connu un accident depuis 1987. Le 18 avril 1991, en approche de l’aérodrome de « Nuku A Taha/Terre Déserte » à Nuku Hiva aux Marquises, à la suite d'une panne moteur, le Dornier 228 F-OHAB tente un amerrissage à proximité de la côte. Dix passagers sont tués sur les 20 occupants de l’appareil.

## Liens
- Site officiel
- Ressource relative aux organisations :   - SIREN
- (fr) Site du SEAC, Service d’État de l’Aviation civile en Polynésie française